# Emile Boufflette
Emile Boufflette (Hoei, 27 april 1912 – Mittelbau-Dora, 14 februari 1945) was vicaris in Luik en een lid van het Belgisch verzet in de Tweede Wereldoorlog.
In 1940 was Bougfflette aalmoezenier tijdens de Achttiendaagse Veldtocht en werd hij krijgsgevangene. Hij kon ontsnappen uit de gevangenis door zijn priesterkledij terug aan te doen en zich voor te doen als een priester die de gevangen bezocht. Terug in Luik werd hij actief in het verzet.
Tijdens de Tweede Wereldoorlog hielp Boufflette, samen met onder meer bisschop Louis-Joseph Kerkhofs, verschillende Joden en neergeschoten geallieerde piloten om onder te duiken. Ze werden onder meer tijdelijk ondergebracht bij zijn ouders Louis en Maria.
Boufflette was actief in het Comité de Défense des Juifs, een organisatie die in 1942 werd opgericht door de Joodse communist Hertz Jospa en zijn vrouw Have Groisman. Via het netwerk werden zo'n 5000 kinderen onderbracht in pleeggezinnen, waarvan zo'n 3000 kinderen de oorlog overleefden. Bouflette zelf zou betrokken geweest zijn bij de plaatsing van honderden kinderen.
In 1943 werd een van de priesters in Boufflettes netwerk gearresteerd, waarna hij onderdook, maar op verzoek van het verzet keerde hij terug naar Luik. Boufflette werd op 4 december 1943 zelf gearresteerd door de Duitsers en gedeporteerd naar het concentratiekamp van Strzelce Opolskie, waar hij papieren tapijten moest maken. Op het einde van de oorlog werd hij, omdat de geallieerden oprukten, verhuisd naar Mittelbau-Dora waar hij op 14 februari 1945 overleed.
In tegenstelling tot veel andere geestelijken, trachtte Boufflette de Joden die hij hielp te bekeren tot het katholicisme, zelfs in het concentratiekamp, waar hij verschillende Joden zou hebben gedoopt.
Op 28 mei 1978 verleende het Yad Vashem Emile Boufflette en zijn ouders de titel Rechtvaardige onder de Volkeren.